# Magnus Samuelsson (fotbollsspelare)
Magnus Samuelsson, född den 15 april 1972 i Norrköping, är en svensk fotbollsspelare. Han spelade 2007-2009 som central mittfältare i IFK Norrköping med nr 60 på tröjan. A-lagsdebuten kom den 12 augusti 1990 mot Malmö FF. Samuelssons moderklubb är Simonstorps IF (div. VI Norra Östergötland). Han spelar nu Kimstad GoIF som håller till i den lokala div.5 serien sedan våren 2010.
Han blev svensk mästare med IF Elfsborg 2006. 

## Klubbar
- –1989 Simonstorps IF,
- 1990–1998 IFK Norrköping
- 1999–2001 FK Haugesund
- 2002–2006 IF Elfsborg
- 2007–2009 IFK Norrköping
- 2010– Kimstad GoIF